# Gary Larson
Gary Larson, född 14 augusti 1950 i Tacoma, Washington, är en amerikansk skämttecknare som är mest berömd för sina återkommande teckningar under rubriken The Far Side. Han är bosatt i Seattle.
Redan som ung gillade Larson att rita, men planer på att bli skämttecknare hade han inte. Gary Larson drömde om att bli kemist; NO-ämnena var bland hans största intressen och är också ett återkommande ämne i hans skämtteckningar. Larson tog inte heller några kurser i teckning, frånsett de obligatoriska lektionerna.
Larson har publicerat 22 The Far Side-böcker vilket innefattar 15 samlingar, 5 antologier och ett retrospektiv. Var och en av dessa har varit med på the New York Times Best Seller List. 31 miljoner böcker har sålts världen över. Gary Larson har även gjort två animerade filmer: Gary Larson's Tales From The Far Side och Gary Larson's Tales From The Far Side II.    
Den första filmen visades först på CBS i USA som en Halloween-special 1994. Gary Larson's tales From The Far Side II var klar 1997 och hade premiär på '97 Venice International Film Festival och i USA på Tellurides Film Festival. 
Larson tillskriver på sitt humoristiska manér mycket av sina framgång de oändliga mängder kaffe som han häller i sig varje dag, och till de upplysande stunderna hans bror tvingade honom att tillbringa i källaren som barn. Gary Larson slutade med sitt skämttecknande 31 december 1994, men skämtrutan har levt vidare genom återtryck i tidningar, böcker, filmer, och speciellt The Far Sides Off-The-Wall Calendars, som dock slutat att tillverkas.